# 伏見桃山駅

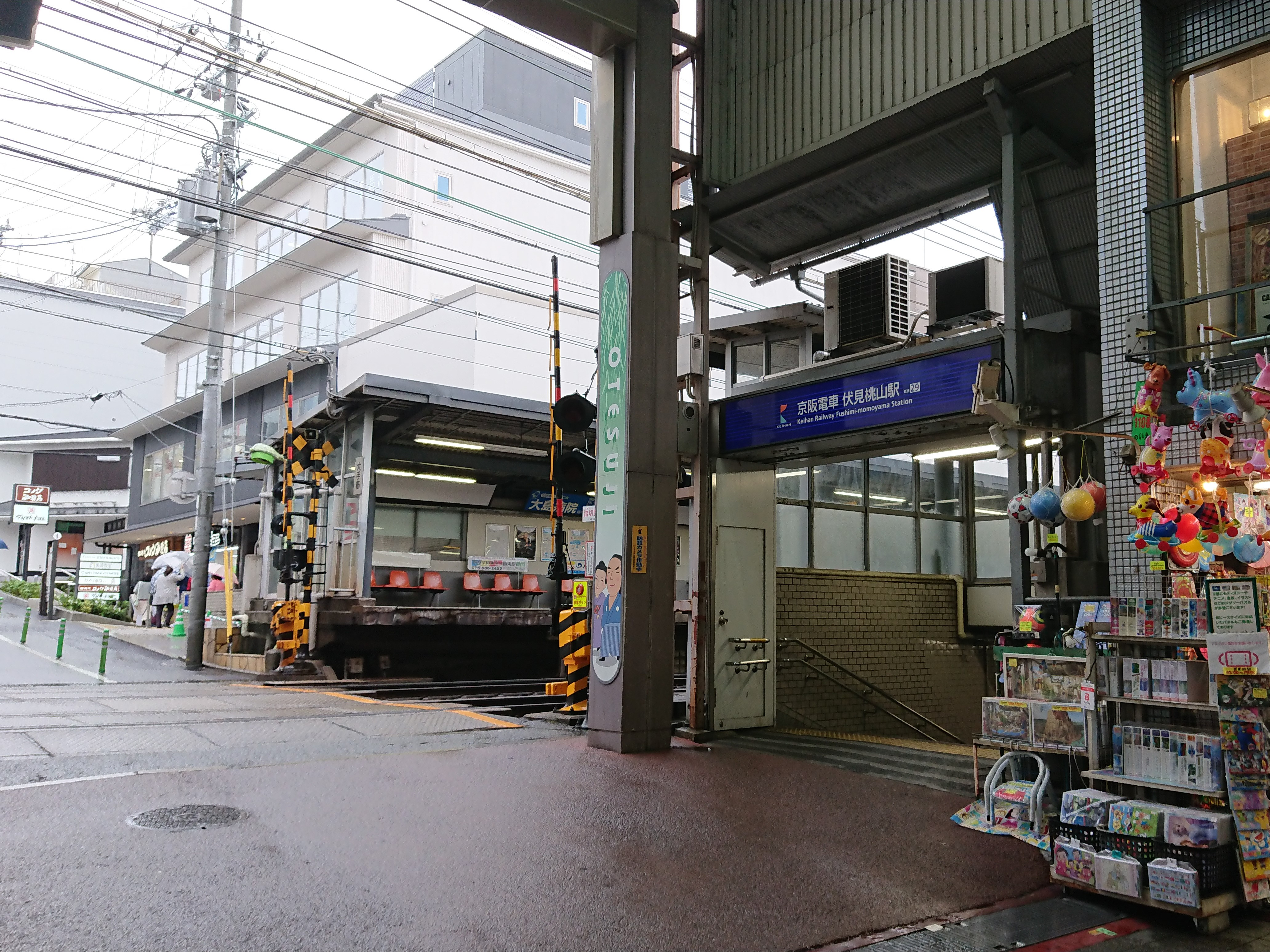
西側出入口。伏見大手筋商店街に直結している（2021年4月）

伏見桃山駅（ふしみももやまえき）は、京都府京都市伏見区京町三丁目にある、京阪電気鉄道京阪本線の駅。駅番号はKH29。

## 概要
伏見の中心部、大手筋（滋賀県道・京都府道35号大津淀線・京都府道79号伏見柳谷高槻線）に面している。隣接する駅ビルの建て替え工事が終了し、2021年3月から改札外エレベーターが利用できるようになった。また駅の北側だけでなく南側も踏切に挟まれてホームの8両対応化が不可能で、高架化計画も1970年代から存在するが、いまだに着工の見込みが立たないことから、通勤準急を超える格の優等列車は通過している。

## 歴史
伏見の街の中心地の駅として急行設定時に急行停車駅になったが、両隣に宇治線の分岐駅中書島駅と近鉄京都線との接続駅丹波橋駅を抱え、前述の通り8両編成の列車が入線できないため1949年（昭和24年）以来優等列車の設定がない。
駅名にちなんでホーム屋根の柱や梁を桃色（ピンク）に塗られていた時期もあったが、現在は京阪三条駅が「うすあけ（ピンク）色」を採用している。

### 年表
- 1910年（明治43年）4月15日：京阪本線開通と同時に伏見駅として開業[5]。
- 1915年（大正4年）11月11日：伏見桃山駅に改称[5]。
- 1916年（大正5年）4月1日：急行停車駅となる[6]。
- 1943年（昭和18年）10月1日：会社合併により京阪神急行電鉄（現在の阪急電鉄）の駅となる。
- 1946年（昭和21年）2月15日：大戦末期に廃止されていた急行の運転が再開[7]。
- 1949年（昭和24年）
  - 8月1日：急行通過駅となる[7]。
  - 12月1日：会社分離により京阪電気鉄道の駅となる。
- 1962年（昭和37年）4月1日：駅東側に京阪スーパーマーケット桃山店開業。
- 1973年（昭和48年）12月9日：駅舎が地下化され京阪スーパー地階と直結される[5]。
- 1991年（平成3年）10月5日：京阪スーパーマーケット「京阪ザ・ストア桃山店」としてリニューアルオープン[8]。
- 1999年（平成11年）
  - 3月5日：「京阪ザ・ストア桃山店」閉店。
  - 12月23日：京阪ザ・ストア跡が「京阪伏見桃山駅前ビル」としてリニューアルオープン[8]。
- 2008年（平成20年）1月：エレベーター2基新設、多目的トイレの設置などバリアフリー化工事が完了[9]。
- 2009年（平成21年）12月：ホームに異常通報装置設置[10]。
- 2016年（平成28年） 
  - 3月19日：ダイヤ改正で日中の普通電車の運用が無くなり、準急のみ停車する時間帯が生まれた。
  - 10月31日：コンコースに旅客案内ディスプレーを設置[11]。
- 2019年（平成31年・令和元年）：京阪伏見桃山駅前ビルが建替に伴い、解体に着手[12]。
- 2021年（令和3年）
  - 3月12日：改築された駅ビル（京阪伏見桃山ビル）がオープン[13]。　
  - 3月19日：丹波橋行ホームの一部拡幅完成使用開始[14]。

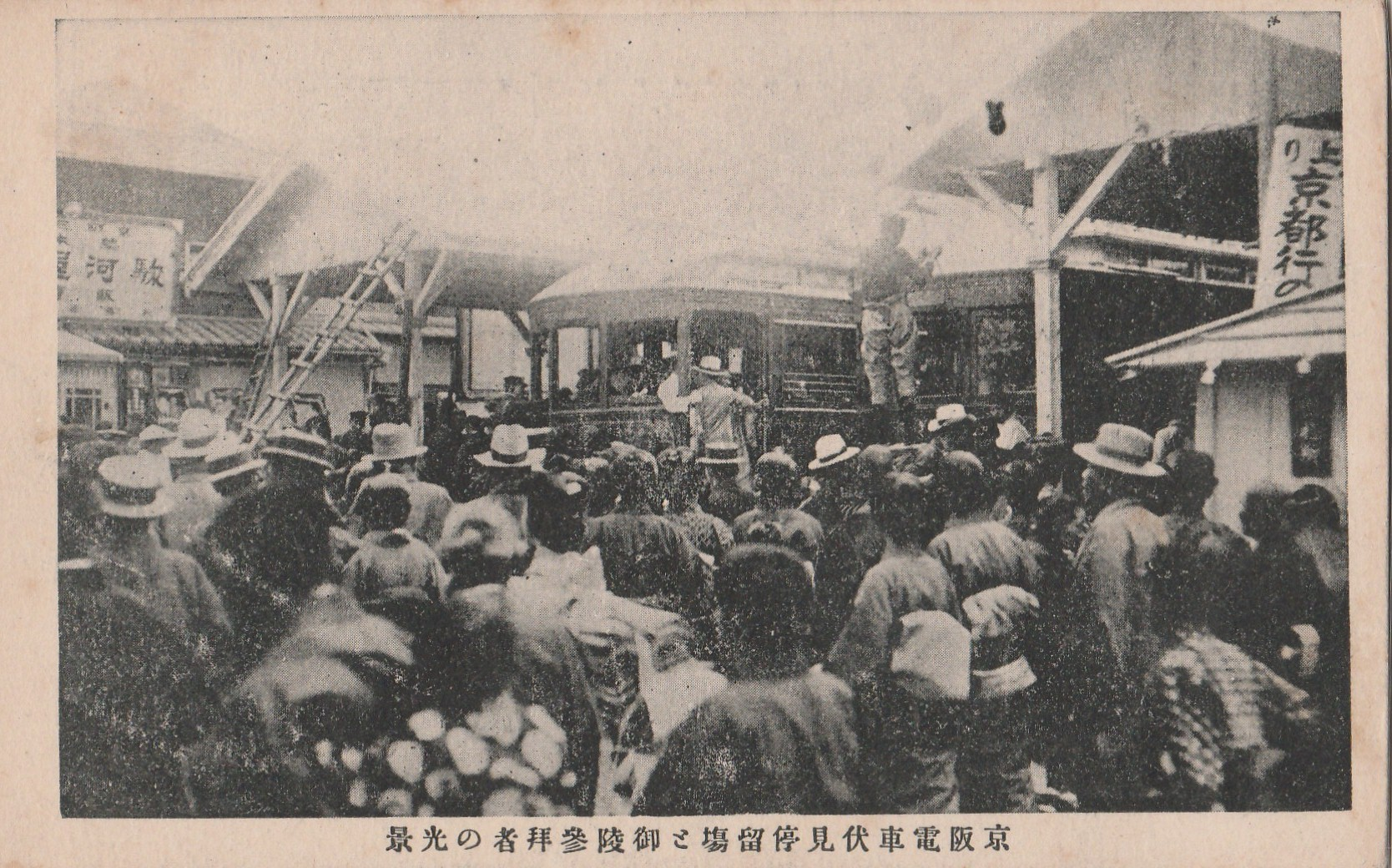
大正時代と思われる京阪電車伏見停車場
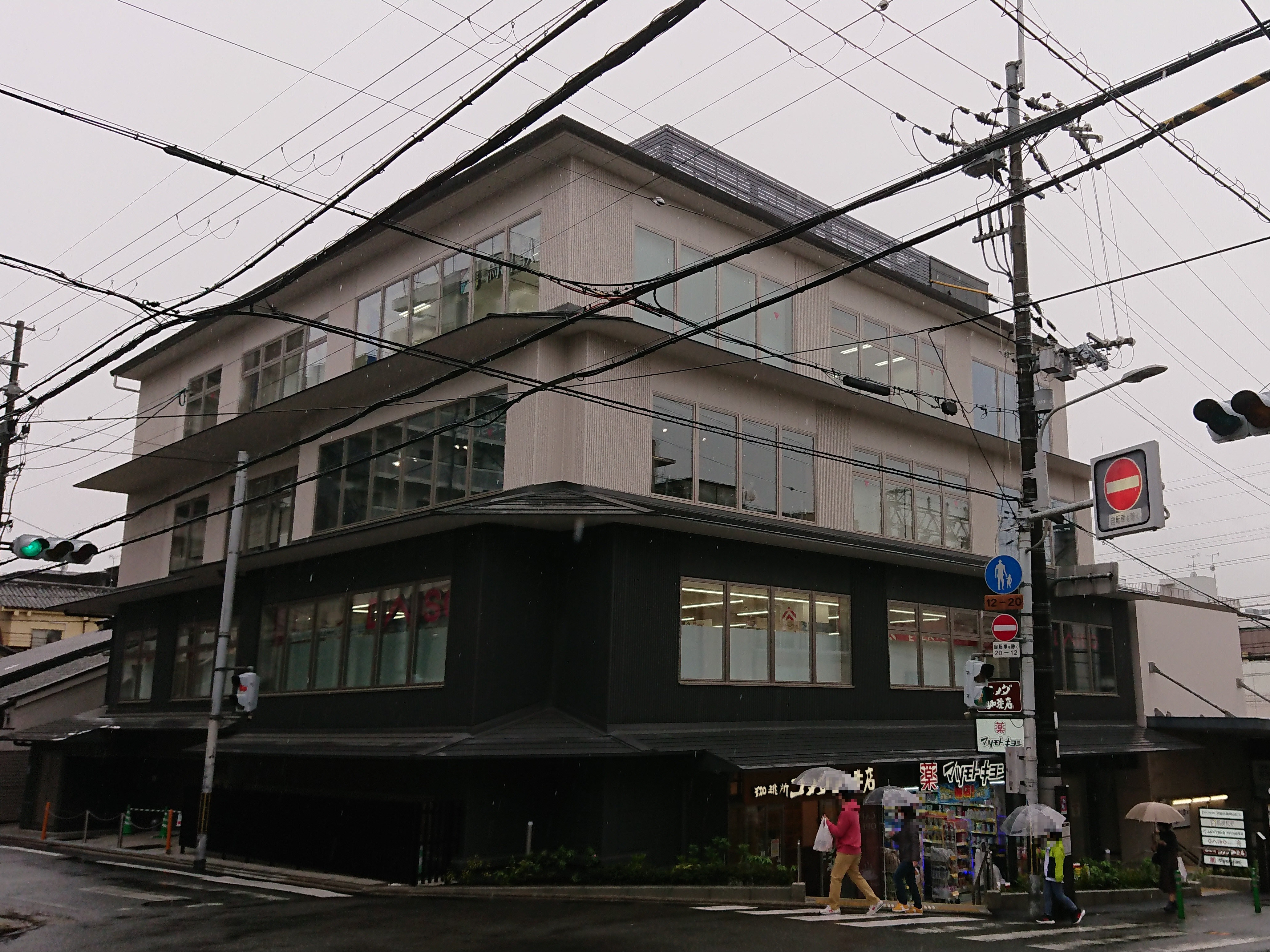
京阪伏見桃山ビル（2021年4月）

## 駅構造
相対式2面2線のホームを持つ地上駅で、改札とコンコースは地下に設けられている。なお、駅南側を通る油掛通側からの入場はできない。

### のりば
| 番線 | 路線      | 方向 | 行先                 |
| ---- | --------- | ---- | -------------------- |
| 1    | ■京阪本線 | 上り | 三条・出町柳方面     |
| 2    | ■京阪本線 | 下り | 淀屋橋・中之島線方面 |

付記事項
- ホーム有効長は7両。ホームの両端を大手筋通と油掛通の踏切に挟まれており、8両編成対応へのホーム延長は不可能となっている。
- 出町柳行きホームを南側に延伸する際、狭隘な敷地内に設置したためホーム幅が狭くなっており、比較的広い丹波橋側を利用するよう喚起する看板が設置されている。

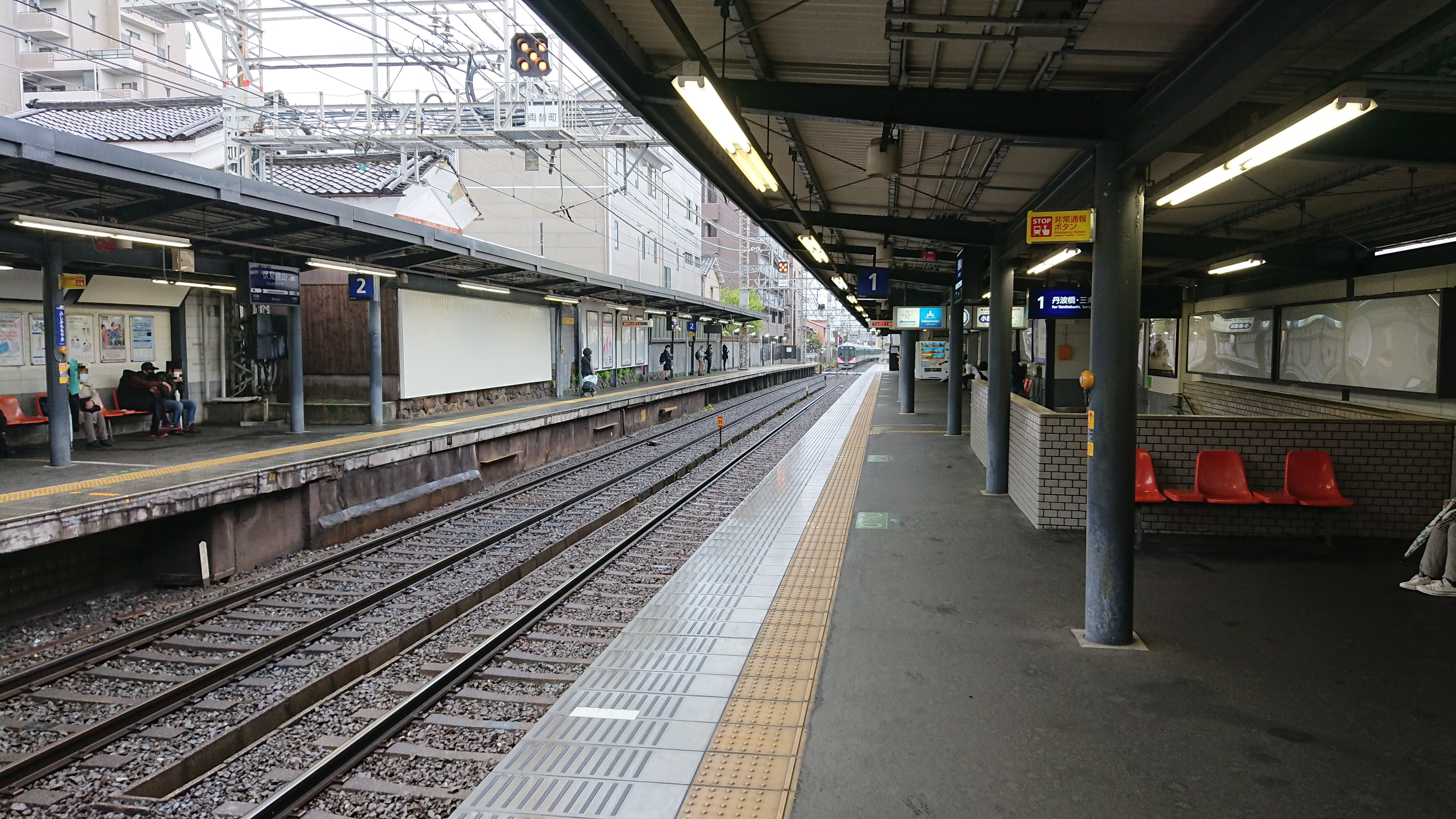
ホーム（2021年4月）
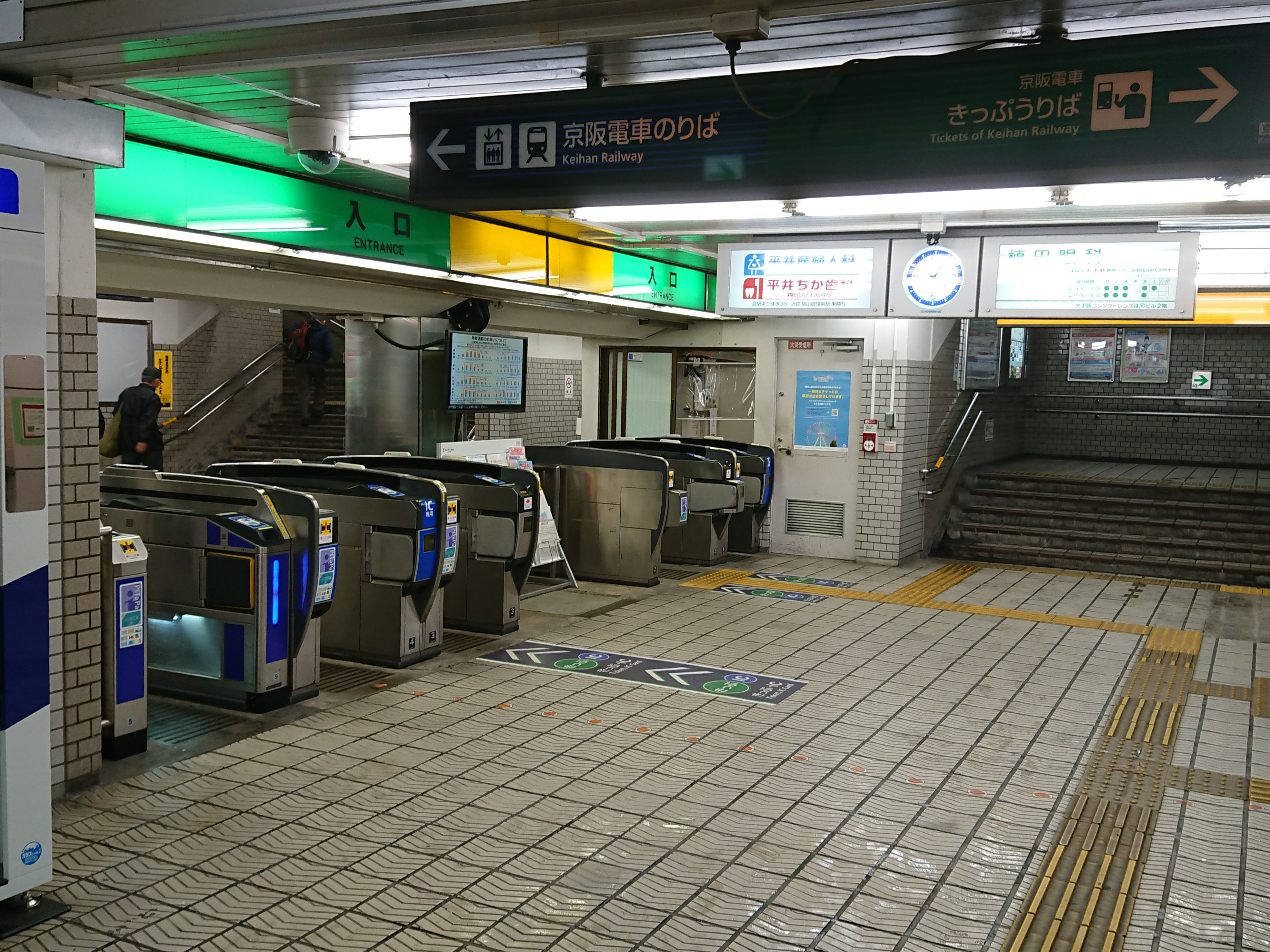
改札口（2021年4月）

## 利用状況
2022年（令和4年）度の1日平均乗降人員は7,266人である。
近年の1日あたり利用客数の推移は下記の通り。
| 年度   | 乗降人員 | 乗車人員 |
| ------ | -------- | -------- |
| 2007年 | 11,474   | 5,519    |
| 2008年 | 11,191   | 5,474    |
| 2009年 | 11,655   | 5,732    |
| 2010年 | 11,477   | 5,688    |
| 2011年 | 11,375   | 5,541    |
| 2012年 | 11,728   | 5,726    |
| 2013年 | 11,315   | 5,732    |
| 2014年 | 10,927   | 5,578    |
| 2015年 | 11,737   | 5,784    |
| 2016年 | 9,862    | 4,879    |
| 2017年 | 10,074   | 4,940    |
| 2018年 | 9,910    | 4,926    |
| 2019年 | 9,344    | 4,653    |
| 2020年 | 6,581    | 3,260    |
| 2021年 | 6,586    | 3,258    |
| 2022年 | 7,266    | 3,647    |

## 駅周辺
100 mほど東方には近鉄京都線の桃山御陵前駅がある。なお、両線の公式な連絡駅は隣の丹波橋駅となっている。
- 伏見桃山陵（明治天皇陵、桃山御陵）
- 乃木神社
- 寺田屋
- 伏見桃山城運動公園
- 御香宮神社（名水百選）
- 松本酒造
- 月桂冠大倉記念館
- 伏見十石船
- キザクラカッパカントリー
- 三井住友銀行伏見出張所  - ※2024年5月27日より、伏見支店が京都支店・四条支店（四条駅・烏丸駅の近く）内に移転しており、ATMのみの店舗となっている。
- みずほ銀行伏見支店
- 京都銀行伏見支店
- 三菱UFJ銀行伏見支店
- 京都中央信用金庫大手筋支店
- 京都信用金庫伏見支店
- 伏見区役所
  - 伏見青少年活動センター
- 伏見中央図書館
- 京都京町郵便局
- ハローワーク伏見（伏見公共職業安定所）
- 関西電力送配電伏見配電営業所
- 国道24号
- 伏見大手筋商店街（京都府道35号大津淀線、京都府道79号伏見柳谷高槻線）
  - 京都府赤十字血液センター（献血ルーム伏見大手筋）
- 桃山駅（約600 m東方）
- 東本願寺伏見別院
- 源空寺
- 京都リビングエフエム

### バス路線
京阪伏見桃山駅には、現在バス路線は乗り入れていない。かつては駅付近（近鉄桃山御陵前駅前）に京阪宇治交通が京阪桃山バス停を設置していたが、1997年7月26日に廃止されている。なお京阪バスの発祥は当駅前と桃山御陵の間を結ぶ路線（のち廃止）で、当駅横の桃山京阪ビル前に「京阪バス発祥の地」の記念碑が建てられている。
- 最寄バス停：御香宮前（京都市営バス） / 桃山（近鉄バス） / 西大手筋（京都市営バス・京阪バス・京都京阪バス）

御香宮前
バス停は駅前ではなく、駅から徒歩3分の国道24号沿いにある。
- 京都市営バス
  - 南8系統：（藤森神社経由）竹田駅東口行 / 横大路車庫前行

桃山
京都市営バスの御香宮前と同位置である。
- 近鉄バス
  - 9番：竹田駅東口行
  - 10番：向島駅前行

西大手筋
- 京都市営バス
  - 19系統：（京阪国道経由）京都駅前 / 横大路車庫前ゆき
  - 20系統：京阪淀駅ゆき（免許試験場前経由・南横大路経由） / 京阪中書島・伏見港公園、横大路車庫前ゆき
  - 22系統：南工業団地前 / 京阪中書島・伏見港公園、横大路車庫前ゆき
  - 81系統：（竹田街道経由）京都駅前 / 京阪中書島・伏見港公園、横大路車庫前ゆき
  - 特81系統：（竹田街道・竹田駅東口経由）竹田駅東口、京都駅前 / 京阪中書島・伏見港公園、横大路車庫前ゆき
  - 南3系統：竹田駅西口 / 京阪中書島・伏見港公園　横大路車庫前ゆき
  - 南8系統：（藤森神社経由）竹田駅東口 / 横大路車庫前ゆき
- 京阪バス
  - 6号経路：竹田駅西口行 / 醍醐バスターミナル行
- 京都京阪バス
  - 24A号経路：竹田駅西口行 / 京阪淀駅行
  - 25号経路：京阪中書島行 / 近鉄大久保行

## その他
- 1945年に丹波橋駅での相互乗り入れが開始される以前は、この駅と桃山御陵前駅が京阪と奈良電気鉄道（→近鉄京都線）の連絡駅になっていた。また、当時は京阪線の急行は当駅に停車し、丹波橋は通過していた（丹波橋は1944年7月16日より急行停車を開始）。
- 京阪ザ・ストアの営業当時は、車内放送による到着駅案内放送のさい「京阪ザ・ストア前」と呼称していた。
- 中書島 - 丹波橋(1.4 km)の立体交差の計画があるが具体化はしていない[2]。
- 伏見稲荷駅と混同しての誤下車があるため、改札口付近には注意喚起の表示がある。同様の表示は近鉄伏見駅にもある。

## 隣の駅
京阪電気鉄道
京阪本線
■快速特急「洛楽」・□ライナー・■特急・■通勤快急・■快速急行・■急行
通過
■通勤準急（平日朝下りのみ運転）・■準急・■普通
中書島駅 (KH28) - 伏見桃山駅 (KH29) - 丹波橋駅 (KH30)
- 括弧内は駅番号を示す。